# Срібнянське братство

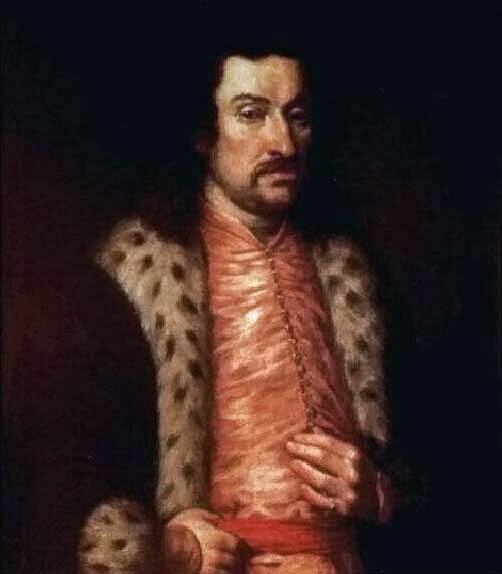
Ярема Вишневецький — меценат Срібнянського братства

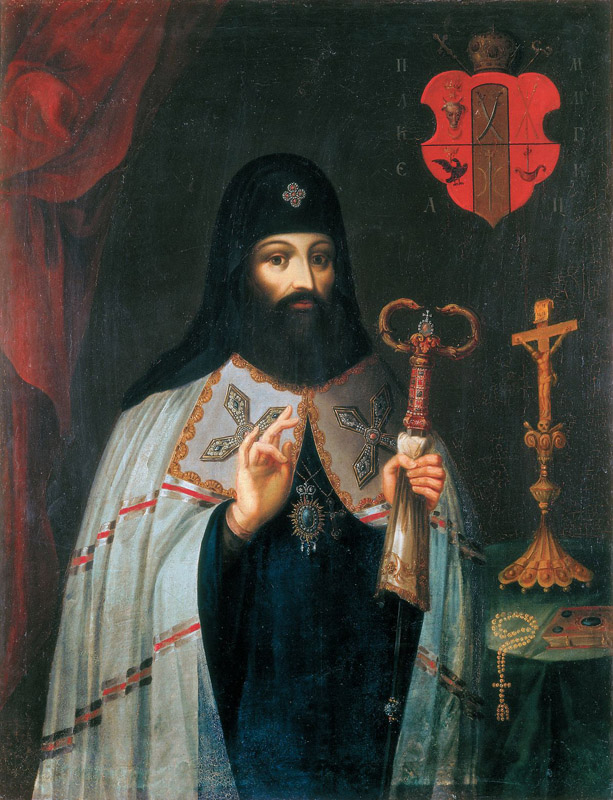
Петро Могила — покровитель Срібнянського братства

Срібнянське братство — церковне братство, створене православними козаками й міщанами сотенного містечка Срібного при церкві в ім'я Воздвиження Чесного Хреста Господнього, побудованої близько 1640 з благословення Київського митрополита Петра Могили і дозволу князя Яреми Вишневецького.
Значний внесок коштами для будівництва церкви зробили священик Георгій Созданський, війт Роман Більський, ктитор Матяш Павлович, бурмістр Василь Саполович, а також Лехно з синами, Іван Долинка, Семен Хажинець та Юрко Дайкун, про що й було зроблено запис в напрестольному Євангелії. Ці ж люди стали ядром братства, першими його членами й діячами.
Коли саме братство отримало формальну організацію і затвердження, невідомо. Але в грамоті (копія якої збереглася), виданій Київським і всієї Малої Росі ї митрополитом Гедеоном Святополком-Четвертинським 1689, воно названо «обретающимся», тобто давно вже діючим. Ця грамота стала одночасно й статутом для братства. Зберігся також і текст клятви, яку проголошували, вступаючи до складу членів братства. Братство займалося будівництвом і утриманням церкви, турбувалось про ї ї прикраси, достойну службу й співи, обирали і утримували священика й причет, створили і утримували школу, притулок, підтримували людей, збіднілих від війни, пожежі та інших лих, давали притулок вдовам і сиротам, старим і мандрівникам, ховали померлих, мирили людей, що посварилися, піклувалися про моральність громадян, об'єднували всіх мешканців парафії в одну громадсько-церковну сім'ю. Братство мало свій братський будинок, в якому обговорювались і вирішувалися братські справи, творився суд, вносилися внески й пожертви, відбувалися «братські» обіди — в поминальні дні та храмові свята, які продовжувалися декілька днів (перед-храмові, храм, похрамини). Братчика, котрий порушував статут, суворо карали, а коли й після цього він не каявся, відлучали від братства і навіть забороняли заходити до церкви.
Точні хронологічні межі діяльності Срібнянського братства не можливо встановити через відсутність документальних свідчень, однак, не виключено, що воно продовжувало існувати й у 18 ст.